# Liste der Mitglieder der Badischen Ständeversammlung 1879 bis 1880
Diese Liste umfasst die Mitglieder der Ständeversammlung des Großherzogtums Baden für die Sessionen des 29. ordentlichen Landtags. Die Eröffnung fand am 18. November 1879 statt. Die Schlusssitzung fiel auf den 18. März 1880. Insgesamt fanden 21 Sitzungen der Ersten Kammer und 60 Sitzungen der Zweiten Kammer statt.

## Präsidium der Ersten Kammer
Präsident: Hermann Obkircher

1. Vizepräsident: Freiherr Karl Rüdt von Collenberg-Bödigheim

2. Vizepräsident: Graf Friedrich von Berlichingen

## Mitglieder der Ersten Kammer

### Prinzen des Hauses Baden
- Erbgroßherzog Friedrich von Baden (war nie anwesend)
- Prinz Wilhelm von Baden (war nie anwesend)
- Prinz Karl von Baden
- Markgraf Maximilian von Baden (war nie anwesend)

### Standesherren
- Fürst Karl Egon zu Fürstenberg (war nie anwesend)
- Fürst Ernst zu Leiningen (war nie anwesend)
- Fürst Philipp von der Leyen (war nie anwesend)
- Fürst Wilhelm zu Löwenstein-Wertheim-Freudenberg
- Fürst Karl zu Löwenstein-Wertheim-Rosenberg (war nie anwesend)
- Graf Karl Wenzel zu Leiningen-Billigheim
- Graf Emich zu Leiningen-Neudenau (war nie anwesend)

### Vertreter der katholischen Kirche
- Lothar von Kübel,[3] Erzbistumsverweser von Freiburg (war nie anwesend)

### Vertreter der evangelischen Landeskirche
- Karl Wilhelm Doll, Prälat der Evangelischen Landeskirche

### Vertreter des grundherrlichen Adels

#### Oberhalb der Murg
- Freiherr Franz von und zu Bodman
- Graf Raban von Helmstatt
- Graf Heinrich von Kageneck
- Freiherr Adolf Marschall von Bieberstein, Landgerichtsrat

#### Unterhalb der Murg
- Graf Friedrich von Berlichingen
- Freiherr Ernst August Göler von Ravensburg
- Freiherr Karl Rüdt von Collenberg-Bödigheim
- Freiherr Wilhelm von St. André

### Vertreter der Landesuniversitäten
- Johann Caspar Bluntschli,[3] Geheimrat, Vertreter der Universität Heidelberg
- Wilhelm Behaghel,[3] Professor, Vertreter der Universität Freiburg

### Vom Großherzog ernannte Mitglieder
- Hermann Obkircher, Oberlandesgerichtspräsident
- Walter Schwarzmann, Präsident des Verwaltungsgerichtshofs
- Bernhard August Prestinari, Kreis- und Hofgerichtspräsident a. D.
- Karl Knies,[3] Geheimrat
- Franz Grashof,[3] Geheimrat
- Hermann von Hillern, Landgerichtspräsident
- Franz Josef Faller, Fabrikinhaber
- Eduard Koelle, Bankier

## Präsidium der Zweiten Kammer
Präsident: August Lamey

1. Vizepräsident: Karl Friderich

2. Vizepräsident: Eduard Fauler

## Die gewählten Abgeordneten der Zweiten Kammer
Seit 1871 wurden die badischen Wahlbezirke nicht mehr wie von 1819 bis 1870 üblich mit separaten Nummernkreisen für Stadtwahlbezirke und Ämterwahlbezirke unterschieden, sondern nach geographischen Gesichtspunkten von Süden nach Norden fortlaufend von 1 bis 56 nummeriert. Nachfolgend sind jedoch die Stadtwahlbezirke und die Ämterwahlbezirke in zwei separaten Abschnitten zusammengefasst, wodurch die Nummerierung der Wahlbezirke jeweils unvollständig erscheint.

### Stadtwahlbezirke
| Wahlbezirk | Bezeichnung des Wahlbezirks              | Name des Abgeordneten           | Fraktion                          |
| ---------- | ---------------------------------------- | ------------------------------- | --------------------------------- |
| 3.         | Wahlbezirk der Stadt Konstanz            | Anton Schmidt                   | Nationalliberale Partei           |
| 9.         | Wahlbezirk der Stadt Lörrach mit Stetten | Naphtali Näf                    | Nationalliberale Partei           |
| 18. I.     | Wahlbezirk der Stadt Freiburg            | Ferdinand von Bodman            | Nationalliberale Partei           |
| 18. II.    | Wahlbezirk der Stadt Freiburg            | Karl Röttinger                  | Katholische Volkspartei           |
| 21.        | Wahlbezirk der Stadt Lahr                | Otto Maurer                     | Nationalliberale Partei           |
| 26.        | Wahlbezirk der Stadt Offenburg           | Karl von Grimm                  | Nationalliberale Partei           |
| 31.        | Wahlbezirk der Stadt Baden               | Reinhold Baumstark              | Katholische Volkspartei           |
| 32.        | Wahlbezirk der Stadt Rastatt             | Ludwig Sallinger                | Nationalliberale Partei           |
| 35. I.     | Wahlbezirk der Stadt Karlsruhe           | Friedrich Karl Christian Kiefer | Nationalliberale Partei           |
| 35. II.    | Wahlbezirk der Stadt Karlsruhe           | August Lamey                    | Nationalliberale Partei           |
| 35. III.   | Wahlbezirk der Stadt Karlsruhe           | Karl Hoffmann                   | Nationalliberale Partei           |
| 37.        | Wahlbezirk der Stadt Durlach             | Rudolf von Freydorf             | Nationalliberale Partei           |
| 41.        | Wahlbezirk der Stadt Bruchsal            | Carl Baer                       | Nationalliberale Partei           |
| 42. I.     | Wahlbezirk der Stadt Pforzheim           | Hermann Friedrich Gesell        | Nationalliberale Partei           |
| 42. II.    | Wahlbezirk der Stadt Pforzheim           | Eduard Bichler                  | Nationalliberale Partei           |
| 45. I.     | Wahlbezirk der Stadt Mannheim            | Wilhelm Kopfer                  | Deutsche Volkspartei (Demokraten) |
| 45. II.    | Wahlbezirk der Stadt Mannheim            | Ferdinand Schneider             | Deutsche Volkspartei (Demokraten) |
| 45. III.   | Wahlbezirk der Stadt Mannheim            | Franz Heinrich von Feder        | Deutsche Volkspartei (Demokraten) |
| 48. I.     | Wahlbezirk der Stadt Heidelberg          | Heinrich Albert Mays            | Nationalliberale Partei           |
| 48. II.    | Wahlbezirk der Stadt Heidelberg          | Heinrich Krausmann              | Nationalliberale Partei           |

### Ämterwahlbezirke
| Wahlbezirk | Bezeichnung des Wahlbezirks                                                      | Name des Abgeordneten        | Fraktion                   |
| ---------- | -------------------------------------------------------------------------------- | ---------------------------- | -------------------------- |
| 1.         | Wahlbezirk der Ämter Überlingen und Pfullendorf mit Teilen des Amtes Stockach    | Franz Wilhelm Beck           | Nationalliberale Partei    |
| 2.         | Wahlbezirk des Amtes Meßkirch mit Teilen des Amtes Stockach                      | Johann Baptist Roder         | Nationalliberale Partei    |
| 4.         | Wahlbezirk des Amtes Konstanz                                                    | Konstantin Noppel            | Nationalliberale Partei    |
| 5.         | Wahlbezirk des Amtes Engen mit Teilen des Amtes Stockach                         | Emil August Friedrich Fieser | Nationalliberale Partei    |
| 6.         | Wahlbezirk des Amtes Bonndorf mit Teilen des Amtes Waldshut                      | Albert Bürklin               | Nationalliberale Partei    |
| 7.         | Wahlbezirk mit Teilen der Ämter Waldshut und Säckingen                           | Alois Dietsche               | Katholische Volkspartei    |
| 8.         | Wahlbezirk des Amtes St. Blasien mit Teilen der Ämter Schönau und Neustadt       | Adolf Ernst Birkenmayer      | Katholische Volkspartei    |
| 10.        | Wahlbezirk des Amtes Lörrach (ohne Stetten)                                      | Markus Pflüger               | Nationalliberale Partei    |
| 11.        | Wahlbezirk des Amtes Schopfheim mit Teilen der Ämter Säckingen und Schönau       | Georg Josef Seybel           | Nationalliberale Partei    |
| 12.        | Wahlbezirk des Amtes Müllheim mit Teilen des Amtes Staufen                       | Karl Wilhelm Däublin         | Nationalliberale Partei    |
| 13.        | Wahlbezirk des Amtes Donaueschingen                                              | Heinrich Ganter              | Nationalliberale Partei    |
| 14.        | Wahlbezirk des Amtes Villingen mit Teilen des Amtes Neustadt                     | Anton Bassermann             | Nationalliberale Partei    |
| 15.        | Wahlbezirk mit Teilen der Ämter Staufen und Freiburg                             | Theodor Wacker               | Katholische Volkspartei    |
| 16.        | Wahlbezirk des Amtes Breisach mit Teilen des Amtes Freiburg                      | Anton Binz                   | Nationalliberale Partei    |
| 17.        | Wahlbezirk des Amtes Waldkirch mit Teilen der Ämter Emmendingen und Freiburg     | Eduard Fauler                | Nationalliberale Partei    |
| 19.        | Wahlbezirk mit Teilen des Amtes Emmendingen                                      | Theodor Frank                | Nationalliberale Partei    |
| 20.        | Wahlbezirk des Amtes Ettenheim mit Teilen des Amtes Emmendingen                  | Ernst Behrle                 | Nationalliberale Partei    |
| 22.        | Wahlbezirk des Amtes Lahr mit Teilen des Amtes Offenburg                         | vakant                       |                            |
| 23.        | Wahlbezirk des Amtes Triberg mit Teilen des Amtes Wolfach                        | Ludwig Turban                | Nationalliberale Partei    |
| 24.        | Wahlbezirk mit Teilen der Ämter Wolfach und Offenburg                            | Albert Förderer              | Katholische Volkspartei    |
| 25.        | Wahlbezirk mit Teilen des Amtes Offenburg                                        | Heinrich Hansjakob           | Katholische Volkspartei    |
| 27.        | Wahlbezirk des Amtes Kehl                                                        | Karl Friedrich Schoch        | Nationalliberale Partei    |
| 28.        | Wahlbezirk des Amtes Oberkirch mit Teilen des Amtes Achern                       | Franz Ludwig Meyr            | Katholische Volkspartei    |
| 29.        | Wahlbezirk mit Teilen der Ämter Achern und Bühl                                  | Johann Baptist Betzinger     | Katholische Volkspartei    |
| 30.        | Wahlbezirk des Amtes Baden mit Teilen der Ämter Bühl und Rastatt                 | Maximilian Wilhelm Reichert  | Katholische Volkspartei    |
| 33.        | Wahlbezirk mit Teilen des Amtes Rastatt                                          | Georg Karl Lauck             | Katholische Volkspartei    |
| 34.        | Wahlbezirk des Amtes Ettlingen mit Teilen des Amtes Rastatt                      | Franz Xaver Lender           | Katholische Volkspartei    |
| 36.        | Wahlbezirk des Amtes Karlsruhe                                                   | Karl August Mühlhäußer       | Deutschkonservative Partei |
| 38.        | Wahlbezirk des Amtes Durlach mit Teilen des Amtes Bruchsal                       | Karl Friderich               | Nationalliberale Partei    |
| 39.        | Wahlbezirk des Amtes Bretten mit Teilen des Amtes Bruchsal                       | Jakob Walz                   | Nationalliberale Partei    |
| 40.        | Wahlbezirk mit Teilen des Amtes Bruchsal                                         | Hieronimus Nopp              | Katholische Volkspartei    |
| 43.        | Wahlbezirk des Amtes Pforzheim                                                   | Johann Heinrich Georg Frank  | Nationalliberale Partei    |
| 44.        | Wahlbezirk des Amtes Schwetzingen mit Teilen des Amtes Mannheim                  | Heinrich Albert Frech        | Nationalliberale Partei    |
| 46.        | Wahlbezirk des Amtes Weinheim mit Teilen des Amtes Mannheim                      | Heinrich Förster             | Nationalliberale Partei    |
| 47.        | Wahlbezirk des Amtes Wiesloch mit Teilen des Amtes Heidelberg                    | Franz Ludwig Stösser         | Nationalliberale Partei    |
| 49.        | Wahlbezirk mit Teilen des Amtes Heidelberg                                       | Hermann Strübe               | Nationalliberale Partei    |
| 50.        | Wahlbezirk des Amtes Eppingen mit Teilen des Amtes Sinsheim                      | Jakob Wittmer                | Nationalliberale Partei    |
| 51.        | Wahlbezirk mit Teilen des Amtes Sinsheim                                         | Otto Frey                    | Nationalliberale Partei    |
| 52.        | Wahlbezirk des Amtes Eberbach mit Teilen des Amtes Buchen                        | Wilhelm Blum                 | Nationalliberale Partei    |
| 53.        | Wahlbezirk des Amtes Mosbach                                                     | Karl Friedrich Deetken       | Deutschkonservative Partei |
| 54.        | Wahlbezirk des Amtes Wertheim mit Teilen der Ämter Buchen und Tauberbischofsheim | Michael Josef Hennig         | Katholische Volkspartei    |
| 55.        | Wahlbezirk mit Teilen des Amtes Tauberbischofsheim                               | Franz Junghanns              | Katholische Volkspartei    |
| 56.        | Wahlbezirk der Ämter Adelsheim und Boxberg                                       | Hermann Klein                | Nationalliberale Partei    |

## Belege und Anmerkungen
1. ↑  Ludwig Bauer, Bernhard Gißler: Die Mitglieder der Ersten Kammer der Badischen Ständeversammlung von 1819–1912. Fidelitas, Karlsruhe 1913, 5. Auflage, S. 46
2. ↑  Adolf Roth und Paul Thorbecke: Die badischen Landstände. Landtagshandbuch. Verlag der G. Braunschen Hofbuchdruckerei, Karlsruhe 1907, S. 271
3. 1 2 3 4 5 6 7 8 9 10 11 12  Dieser Mandatsträger ist in den amtlich veröffentlichten Abgeordnetenlisten als promovierter Akademiker ausgewiesen, d. h. dort üblicherweise mit einem vor dem Namen stehenden Doktor-Grad verzeichnet
4. 1 2 3 4 5 6 7 8 9 10 11 12 13 14 15  Von 1869 bis 1888 hieß das Pendant zum Zentrum in Baden Katholische Volkspartei; siehe dazu den externen Link zur Erläuterung des Begriffs Katholische Volkspartei Baden auf der Seite "alemannische-seiten.de"
5. 1 2  Bis 1931 hieß die Stadt Baden-Baden nur Baden.
6. 1 2 3  Von 1868 bis 1878 hieß das Pendant zur Deutschen Volkspartei in Baden Demokratische Partei
7. ↑  Nach zwei annullierten Wahlen kam eine weitere Nachwahl nicht mehr zustande